# Informatieaudit
Een informatieaudit is een systematische aanpak om binnen een organisatie inzicht te verkrijgen in het informatiegebruik, de aanwezige informatie- en kennisbronnen, de informatiecreatie, de informatieopslag en de informatiestromen van een organisatie. Uiteraard wordt ook ingegaan op de informatiebehoeften en -hiaten van een organisatie.
Bepaalde symptomen, zoals het verspillen van middelen en tijd door dubbele aanschaf en onvindbare informatie, kunnen de behoefte aan een informatieaudit acuut maken. Op basis van een informatieaudit kan de organisatie beter gebruikmaken van haar intellectuele bezit en van externe informatie. Duplicatie en informatiestress kunnen worden voorkomen en tijd en geld wordt bespaard door efficiënter te werken.
Informatiemanagement is een containerbegrip. Binnen informatiemanagement zijn er verschillende specialismen, bijvoorbeeld Business Intelligence, kennismanagement, financieel informatiebeheer en archiefbeheer. Elk domein heeft zijn eigen normenkaders waarop getoetst kan worden.
Digitaal archiefbeheer kent bijvoorbeeld Rodin en ED3 om te toetsen op de duurzaamheid van het digitale archiefbeheer. Voor archiefapplicaties is er de norm NEN2082, en voor scanning is er de Beleidsregel Vervanging.